# This Type of Thinking (Could Do Us In)
This Type of Thinking (Could Do Us In) es el tercer álbum de estudio y el segundo disco para una gran discográfica de Chevelle. Alcanzando el puesto #8 en el Billboard 200, más grande que su predecesor, Wonder What's Next. Sigue el mismo estilo heavy de su antecesor; Wonder What's Next, este álbum obtuvo sencillos populares como "Vitamin R (Leading Us Along)" y "The Clincher".
Es el último álbum en el cual toca el bajista original, el hermano menor de Pete y Sam, Joe Loeffler.

## Listado de canciones
Todas las canciones escritas y compuestas por Chevelle. 
| N.º | Título                         | Duración |  |
| 1.  | «The Clincher»                 | 3:43     |  |
| 2.  | «Get Some»                     | 4:27     |  |
| 3.  | «Vitamin R (Leading Us Along)» | 3:43     |  |
| 4.  | «Still Running»                | 3:43     |  |
| 5.  | «Breach Birth»                 | 4:03     |  |
| 6.  | «Panic Prone»                  | 3:50     |  |
| 7.  | «Another Know It All»          | 4:20     |  |
| 8.  | «Tug-O-War»                    | 4:32     |  |
| 9.  | «To Return»                    | 3:42     |  |
| 10. | «Emotional Drought»            | 5:24     |  |
| 11. | «Bend the Bracket»             | 5:05     |  |

## DualDisc versión
1. Detrás de escenas
2. El Making of del video musical de "Vitamin R (Leading Us Along)"
3. Entrevistas
4. "The Clincher" (Versión 103)" - 3:39

## Créditos
- Pete Loeffler - Voz y guitarra
- Joe Loeffler - Bajo
- Sam Loeffler - Batería
- Andy Wallace – mezclador
- Ben Goldman – A&R
- Chevelle – productor
- Christian Lantry – Fotografía
- Dave Holdredge – Edición Digital, Programación de baterías, Ingenieros
- Eddy Schreyer – mastering
- Farra Mathews – A&R
- Jef Moll – asistentes
- Joseph Chevelle – Miembro especial
- Josh Wilbur – edición digital
- Katharina Fritsch – carátula principal
- Kevin Dean – asistente
- Michael "Elvis" Baskette – ingeniero y productor
- Sean Evans – dirección de arte
- Steve Sisco – asistente

## Posicionamiento
| Año  | Listas            | Posición |
| ---- | ----------------- | -------- |
| 2004 | The Billboard 200 | 8        |

- Datos: Q2661976